# 宽叶薹草
宽叶薹草（学名：Carex siderosticta）是莎草科薹草属的植物。分布在朝鲜、俄罗斯远东地区、日本以及中国大陆的山西、山东、浙江、黑龙江、江西、河北、安徽、陕西、吉林、辽宁等地，生长于海拔1,000米至2,000米的地区，常生长在阔叶林下、针阔叶混交林或林缘。

## 别名
崖棕（秦岭植物志）

## 变种
毛缘宽叶薹草（学名：Carex siderosticta var. pilosa）为莎草科薹草属宽叶薹草的变种。分布在日本、朝鲜以及中国大陆的浙江、安徽、辽宁、江苏等地，多生长在较干燥草地或林缘。

## 延伸阅读
[在维基数据编辑]
 《欽定古今圖書集成·博物彙編·草木典·崖棕部》，出自陈梦雷《古今圖書集成》